# Tu mourras à 20 ans
Pour plus de détails, voir Fiche technique et Distribution.
Tu mourras à 20 ans (ستموت في العشرين) est un film soudanais réalisé par Amjad Abou Alala et sorti en 2019.

## Synopsis
Au moment où Sakina présente son nouveau-né au cheikh, un derviche meurt brutalement. Le cheikh prédit alors que l'enfant mourra lorsqu'il aura atteint l'âge de vingt ans. À cause de cette croyance, son père s'enfuit et sa mère l'élève en le surprotégeant. En grandissant, Muzamil se fait une amie, Naiema, et découvre le cinéma grâce à Suliman.

## Fiche technique
Sauf indication contraire, les informations mentionnées dans cette section peuvent être confirmées par la base de données cinématographiques IMDb,  présente dans la section « Liens externes ».
- Titre original : ستموت في العشرين, Satamut fi aleishrin
- Titre anglais : You Will Die at 20
- Réalisation : Amjad Abou Alala
- Scénario et dialogues : Amjad Abu Alala et Yousef Ibrahim
- Assistant à la réalisation :
- Décors : Rasha Fares
- Costumes : Mohamed Elmur
- Photographie : Sébastien Goepfert
- Son : François Yazbeck
- Montage : Heba Othman
- Musique : Amin Bouhafa
- Production : Arnaud Dommerc, Michael Henrichs, Ingrid Lill Høgtun
- Producteurs délégués : Sherif Fathy, Mohamed Hefzy, Marie Fuglestein Lægreid, Linda Bolstad Strønen
- Directeur de production : Hossam Elouan
- Sociétés de production : Andolfi, DUOfilm, Die Gesellschaft DGS, Duo Films, Film-Clinic (co-production), Station Films, Transit Films
- Société de distribution : Hakka Distribution, Pyramide Distribution[1], Trigon-Film[2]
- Pays d'origine : Soudan
- Langue originale : arabe
- Format : couleur - 2.35:1 — stéréophonique
- Genre : drame
- Durée : 103 minutes
- Date de sortie :  12 février 2020

## Distribution
- Islam Mubarak : Sakina
- Mustafa Shehata : Muzamil âgé
- Moatasem Rashed : Muzamil jeune
- Mahmoud Alsarraj : Sulaiman
- Bonna Khalid : Naiema âgée
- Talal Afifi : Alnour

## Production

### Tournage
Le film est tourné dans le village du père du réalisateur. Ce dernier est né à Dubaï mais est originaire du Soudan.

## Distinctions

### Récompenses
- Mostra de Venise 2019 : Prix Luigi De Laurentiis[3]
- Festival international du film d'Amiens 2019 : Grand prix du jury fiction pour le meilleur film
- Journées cinématographiques de Carthage 2019 : meilleur scénario
- Festival international du film de Mumbai 2019 : mention spéciale
- Festival du film de Hambourg 2019 : prix de la production cinéma germano-européenne
- Festival international du film d'Odessa : mention spéciale du jury
- Festival international de films de Fribourg 2020 : Grand prix[5]

### Nominations
- Festival international du film de Belgrade 2020 : meilleur film